# Pål-Håkon Bjørtomt
Pål-Håkon Bjørtomt (* 22. Juni 2000) ist ein norwegischer Skispringer.

## Werdegang
Pål-Håkon Bjørtomt debütierte am 9. Februar 2019 im FIS Cup und ging dort bis Ende 2021 regelmäßig an den Start. Sein bestes Ergebnis war ein 17. Platz bei seiner letzten Teilnahme.
Ende 2019 durfte er auch erstmals im Continental-Cup springen und erreichte dort am 11. Dezember 2022 zum ersten Mal die Punkteränge.
2019 nahm Bjørtomt als Teil einer achtköpfigen norwegischen Delegation auch an den polnischen Sommermeisterschaften teil. Ein Jahr später gewann er bei den norwegischen Meisterschaften in der Juniorenklasse zwei Mannschaftsmedaillen.
Am 17. Februar 2024 gewann er auf der Inselbergschanze in Brotterode erstmals ein Continental-Cup-Springen.

## Erfolge

### Continental-Cup-Siege im Einzel
| Nr. | Datum            | Ort        | Typ         |
| --- | ---------------- | ---------- | ----------- |
| 01. | 17. Februar 2024 | Brotterode | Großschanze |

## Statistik

### Continental-Cup-Platzierungen
| Saison  | Platz | Punkte |
| ------- | ----- | ------ |
| 2022/23 | 084.  | 035    |
| 2023/24 | 017.  | 122    |